# Вурстсалат
Вурстсалат (нім. Wurstsalat) — німецька страва — тарт-салат із ковбасок, приготований з додаванням дистильованого білого оцту, олії та цибулі. Деякі варіації салату містять солений огірок. Зазвичай його роблять із різних сортів вареної ковбаси, наприклад ліонської, штадтвурст, реґенсбурзької (два види вареної ковбаси), або екстравурст. Це традиційна закуска у південній Німеччині, Ельзасі, Швейцарії та Австрії.
Для того, щоб приготувати страву, ковбасу нарізують на тонкі шматочки або смужки та маринують разом з кільцями або кубиками сирої цибулі в маринаді з оцту та олії, легко приправленим сіллю та перцем. Зазвичай до салату також додають акуратно нарізані огірки, редиску, петрушку та зелену цибулю. Традиційно вурстсалат подають з хлібом та, інколи, зі смаженою картоплею.
Найпопулярнішими варіантами цієї страви є швабський вурстсалат, до складу якого входить кров'янка, та швейцарський (або ж страсбурзький, або ж ельзаський) вурстсалат, що містить сир емменталь.